# 113210 Petrfatka
113210 Petrfatka este o planetă minoră (asteroid) din centura de asteroizi. A fost descoperită pe 7 septembrie 2002 la Ondřejovská hvězdárna⁠(d) de Petr Pravec⁠(d). 
Obiectul prezintă o orbită caracterizată de o semiaxă mare de 2,3662090542656 UAi, o excentricitate de 0,15750738937386, o înclinație de 9,1803804495781 ° în raport cu ecliptica.